# РД-0150
РД-0150 — жидкостный ракетный двигатель замкнутой схемы с дожиганием восстановительного генераторного газа, разрабатывающийся Воронежским центром ракетного двигателестроения (КБХА) в Воронеже.
Применение — третья ступень ракеты-носителя (РН) «Ангара-А5В» (УРМ-3В, 2xРД-0150).

## История создания
- В 2014 году КБХА начата проектно-расчетная проработка вариантов конструкции кислородно-водородного двигателя РД-0150. По заказу РКК «Энергия» выпущено техническое предложение по двигателю тягой 40 тс для использования в составе космического ракетного комплекса сверхтяжёлого класса на космодроме «Восточный», рассмотрена модификация для использования в составе разгонного блока (РБ)[1].
- На конец 2014 года продолжаются проектные работы по выбору вариантов исполнения двигателя РД-0150 с тягой 45, 50 и 77 тс для тяжелой РН «Ангара-А5», ОКР по созданию двигателя РД-0150 предусмотрена в проекте Федеральной космической программе на 2016—2025 годы[1].
- 8 июня 2017 года вице-премьер Дмитрий Рогозин сообщил о форсированной разработке сверхтяжелого носителя, в связи с чем начаты научно-исследовательские работы по водородному двигателю РД-0150[2].
- 30 июля 2018 года глава НПО «Энергомаш» Игорь Арбузов в интервью СМИ рассказал, что РД-0150 является новым двигателем и не создается на основе РД-0146, но в нем отчасти использованы наработки по РД-0146 и РД-0120. Кроме того, при благоприятных условиях, в районе 2024 года предприятие может выйти на создание кислородно-водородной ступени для «Ангары-А5В»[3].
- 6 сентября 2019 года глава Роскосмоса Дмитрий Рогозин сообщил СМИ, что в «Союзе-5» и «Союзе-6» планируется применить кислородно-водородную ступень на базе 146-го или 150-го двигателя[4].
- 8 апреля 2021 года генеральный директор НПО "Энергомаш" Игорь Арбузов сообщил СМИ, что по двигателю РД-0150 проведены все работы по эскизному проектированию, но решения по дальнейшим этапам разработки, как и финансирования, пока нет[5].
- 13 января 2022 года в презентации главы Роскосмоса Дмитрия Рогозина было сообщено о защите эскизного проекта двигателя РД-0150 тягой 55 тс[6].